# 이득수 (야구인)
이득수(李得洙, 1974년 4월 25일 ~ )은 전 KBO 리그 현대유니콘스 야구선수의 내야수이다.

## 출신학교
- 축현초등학교
- 신흥중학교
- 동산고등학교
- 인하대학교 (1993학번)